# Tim Patrick
Pour les articles homonymes, voir Patrick.
(en) Statistiques sur pro-football-reference
Timothy Mychael Patrick, né le 23 novembre 1993 à San Diego, est un joueur américain de football américain. Il joue Wide receiver en National Football League (NFL).